# Jean-Jacques Fussien
Jean-Jacques Fussien est un coureur cycliste français né le 21 janvier 1952 à Verneuil-en-Halatte et mort d’une chute le 23 août 1978 à Orléans. Au moment de sa mort, il est considéré comme un espoir du cyclisme français, spécialement en raison de ses qualités de routier-sprinter,.

## Biographie

### Carrière
Jean-Jacques Fussien, de corpulence moyenne, soit 1 mètre 72 pour 68 kilos, s'illustre par sa vitesse dans les sprints intermédiaires comme ceux d'arrivées.

### Mort
En 1978, alors que dans les équipes précédentes, il était équipier de Luis Ocaña puis de Lucien Van Impe, il se retrouve sur le Tour de France avec un rôle de leader. Après avoir terminé 73e de ce Tour, il entreprend de participer à quelques critériums et au traditionnel Grand Prix de Plouay. Mais lors d’un entraînement, il ne peut éviter une caravane qui freine brutalement, à Bois-le-Roi. 
C’est le VSAB1 des Pompiers de Fontainebleau qui donne les premiers soins et procède à l’évacuation. Victime d’une fracture du crâne, il est ensuite évacué en transport secondaire, dans un coma profond, par hélicoptère vers l’hôpital d’Orléans, où il décède le lendemain. 
Ses funérailles réunissent 2 000 personnes.
À la suite de sa disparition, son village a donné son nom à une rue.

## Palmarès
- Amateur
  - 1970-1972 : 8 victoires[3]

- 1972
  -  Champion de France militaire de poursuite[3]

- 1973
  - 2ea, 4e et 5e étapes du Tour de Cantabrie
  - 3e étape du Tour du Nord

- 1974
  - 3e étape du Tour du Levant
  - 1re étape des Quatre Jours de Dunkerque[4]
  - 2e du Tour de l'Oise et de la Somme
  - 3e du Tour de l'Aude
  - 8e des Quatre Jours de Dunkerque

- 1975
  - 1re, 3e, 5ea et 5eb étapes du Tour du Levant
  - 2e étape de la Semaine catalane
  - 3e du GP Pascuas

- 1976
  - 2ea étape du Tour de l'Oise et de la Somme
  - 2e du championnat de France de vitesse
  - 2e du Grand Prix d'Isbergues
  - 6e de Paris-Tours

- 1977
  - 2e du championnat de France de vitesse

- 1978
  - 2e étape du Tour méditerranéen
  - 2e des Boucles des Flandres

## Résultats dans les grands tours

### Tour de France
1 participation
- 1978 : 73e

### Tour d'Espagne
2 participations
- 1973 : abandon (10e étape)
- 1975 : abandon (14e étape)